# Perfekte Potenz

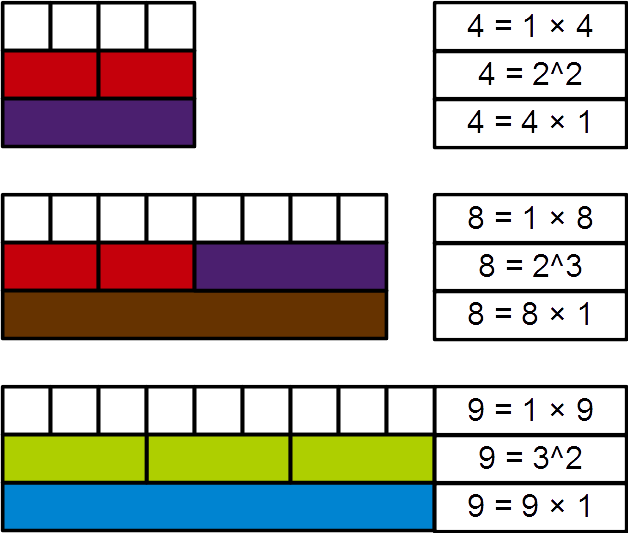
Die perfekten Potenzen 4, 8 und 9, dargestellt mit Cuisenaire-Stäbchen

In der Mathematik ist eine perfekte Potenz (vom englischen perfect power)  eine natürliche Zahl {\displaystyle n\in \mathbb {N} }, die ein Produkt mehrerer gleicher natürlicher Faktoren ist. Mit anderen Worten: Sie ist eine ganze Zahl, die als Quadrat oder eine höhere ganzzahlige Potenz einer anderen ganzen Zahl größer als 1 ausgedrückt werden kann.
Etwas mathematischer formuliert:
{\displaystyle n\in \mathbb {N} } ist eine perfekte Potenz, wenn {\displaystyle m,k\in \mathbb {N} } mit {\displaystyle m>1,k>1} existieren, sodass {\displaystyle m^{k}=n} gilt. In diesem Fall nennt man {\displaystyle n} eine perfekte {\displaystyle k}-te Potenz.
Ist {\displaystyle k=2}, so nennt man {\displaystyle n} eine Quadratzahl. Ist {\displaystyle k=3}, so nennt man {\displaystyle n} eine Kubikzahl. 
Man kann auch die Zahlen 0 und 1 als perfekte Potenzen betrachten, weil sowohl {\displaystyle 0^{k}=0} und {\displaystyle 1^{k}=1} für alle {\displaystyle k>1} gilt.

## Beispiele
- Die kleinsten perfekten Potenzen sind die folgenden:

{\displaystyle 2^{2}=4,\ 2^{3}=8,\ 3^{2}=9,\ 2^{4}=16,\ 4^{2}=16,\ 5^{2}=25,\ 3^{3}=27,} {\displaystyle 2^{5}=32,\ 6^{2}=36,\ 7^{2}=49,\ 2^{6}=64,\ 4^{3}=64,\ 8^{2}=64,\dots }
Dabei fällt auf, dass man gewisse perfekte Potenzen auf mehrere Arten darstellen kann, wie zum Beispiel {\displaystyle 16=2^{4}=4^{2}} oder {\displaystyle 64=4^{3}=8^{2}}.
- Eine Folge von perfekten Potenzen kann erzeugt werden, indem man alle möglichen Werte für {\displaystyle m} und {\displaystyle k} durchgeht. Die kleinsten perfekten Potenzen sind die folgenden (inklusive der doppelten wie zum Beispiel {\displaystyle 2^{4}=16} und {\displaystyle 4^{2}=16}):

(0, 1,) 4, 8, 9, 16, 16, 25, 27, 32, 36, 49, 64, 64, 64, 81, 81, 100, 121, 125, 128, 144, 169, 196, 216, 225, 243, 256, 256, 256, 289, 324, 343, 361, 400, 441, 484, 512, 512, 529, 576, 625, 625, 676, 729, 729, 729, 784, 841, 900, 961, 1000, 1024, 1024, 1024, 1089, … (Folge A072103 in OEIS)
- Lässt man die doppelten weg, erhält man die folgenden kleinsten perfekten Potenzen:

(0, 1,) 4, 8, 9, 16, 25, 27, 32, 36, 49, 64, 81, 100, 121, 125, 128, 144, 169, 196, 216, 225, 243, 256, 289, 324, 343, 361, 400, 441, 484, 512, 529, 576, 625, 676, 729, 784, 841, 900, 961, 1000, 1024, 1089, 1156, 1225, 1296, 1331, 1369, 1444, 1521, 1600, 1681, 1728, 1764, … (Folge A001597 in OEIS)
- Ist man nur an den doppelten oder mehrfachen kleinsten perfekten Potenzen interessiert, so gibt die folgende Liste Auskunft:

(0, 1,) 16, 64, 81, 256, 512, 625, 729, 1024, 1296, 2401, 4096, 6561, 10000, 14641, 15625, 16384, 19683, 20736, 28561, 32768, 38416, 46656, 50625, 59049, 65536, 83521, 104976, 117649, 130321, 160000, 194481, 234256, 262144, 279841, 331776, 390625, … (Folge A117453 in OEIS)
- Die Anzahl der perfekten Potenzen ohne doppelte kleiner oder gleich {\displaystyle 10,10^{2},10^{3},\ldots } gibt die folgende Liste an:

4, 13, 41, 125, 367, 1111, 3395, 10491, 32670, 102231, 320990, 1010196, 3184138, 10046921, 31723592, 100216745, 316694005, 1001003332, 3164437425, 10004650118, 31632790244, 100021566157, 316274216762, 1000100055684, … (Folge A070428 in OEIS)
Beispiel:
An der vierten Stelle obiger Liste steht die Zahl 125. Das bedeutet, dass es unter {\displaystyle 10^{4}=10000} genau 125 perfekte Potenzen gibt. Dabei wird die 0 nicht mitgezählt, die 1 aber schon, die {\displaystyle 10000=100^{2}} ebenfalls.
- Die folgende Tabelle zeigt alle perfekten Potenzen mit {\displaystyle 1<m\leq 10} und {\displaystyle 1<k\leq 10}:

| {\displaystyle m\downarrow }, {\displaystyle k\rightarrow } | 2   | 3    | 4     | 5      | 6       | 7        | 8         | 9          | 10          |
| ----------------------------------------------------------- | --- | ---- | ----- | ------ | ------- | -------- | --------- | ---------- | ----------- |
| 2                                                           | 4   | 8    | 16    | 32     | 64      | 128      | 256       | 512        | 1024        |
| 3                                                           | 9   | 27   | 81    | 243    | 729     | 2187     | 6561      | 19683      | 59049       |
| 4                                                           | 16  | 64   | 256   | 1024   | 4096    | 16384    | 65536     | 262144     | 1048576     |
| 5                                                           | 25  | 125  | 625   | 3125   | 15625   | 78125    | 390625    | 1953125    | 9765625     |
| 6                                                           | 36  | 216  | 1296  | 7776   | 46656   | 279936   | 1679616   | 10077696   | 60466176    |
| 7                                                           | 49  | 343  | 2401  | 16807  | 117649  | 823543   | 5764801   | 40353607   | 282475249   |
| 8                                                           | 64  | 512  | 4096  | 32768  | 262144  | 2097152  | 16777216  | 134217728  | 1073741824  |
| 9                                                           | 81  | 729  | 6561  | 59049  | 531441  | 4782969  | 43046721  | 387420489  | 3486784401  |
| 10                                                          | 100 | 1000 | 10000 | 100000 | 1000000 | 10000000 | 100000000 | 1000000000 | 10000000000 |

## Eigenschaften
- Jede perfekte Potenz {\displaystyle n=m^{k}} kann man auch als Primzahlpotenz {\displaystyle n=y^{p}} (mit {\displaystyle p\in \mathbb {P} } prim) darstellen.

Beweis:
Sei {\displaystyle n=m^{k}} eine perfekte Potenz mit einer zusammengesetzten Zahl {\displaystyle k=x\cdot p} (wobei {\displaystyle p\in \mathbb {P} } prim ist). Dann ist {\displaystyle n=m^{k}=m^{x\cdot p}=(m^{x})^{p}}. Somit kann man jede perfekte Potenz {\displaystyle n=m^{k}} auch als Primzahlpotenz {\displaystyle n=y^{p}} mit {\displaystyle y:=m^{x}} darstellen. {\displaystyle \Box }
- Sei {\displaystyle n=p_{1}^{\alpha _{1}}p_{2}^{\alpha _{2}}\ldots p_{r}^{\alpha _{r}}} die vollständige Primfaktorzerlegung von {\displaystyle n} mit verschiedenen Primzahlen {\displaystyle p_{1},p_{2},\ldots p_{r}}. Dann gilt:

{\displaystyle n} ist eine perfekte Potenz genau dann, wenn {\displaystyle {\operatorname {ggT} (\alpha _{1},\alpha _{1},\ldots \alpha _{r})}>1} ist, wobei mit {\displaystyle {\operatorname {ggT} }} der größte gemeinsame Teiler gemeint ist. 
Beispiel:
Sei {\displaystyle n=2^{36}\cdot 3^{48}\cdot 11^{240}}. Dann ist {\displaystyle {\operatorname {ggT} (36,48,240)}=12}. Die Zahl {\displaystyle n} ist daher eine 12-te Potenz (und somit auch eine 6. Potenz, eine 4. Potenz, eine Kubikzahl und eine Quadratzahl, weil 6, 4, 3 und 2 jeweils Teiler von 12 sind). Also ist {\displaystyle n} eine perfekte Potenz, nämlich {\displaystyle n=(2^{3})^{12}\cdot (3^{4})^{12}\cdot (11^{20})^{12}=(2^{3}\cdot 3^{4}\cdot 11^{20})^{12}}.
- Die unendliche Reihe der Kehrwerte der perfekten Potenzen (inklusive der mehrfachen wie zum Beispiel {\displaystyle 81=3^{4}=9^{2}}) ergibt 1:

{\displaystyle \sum _{m=2}^{\infty }\sum _{k=2}^{\infty }{\frac {1}{m^{k}}}=1}
Beweis:
Zuerst betrachtet man die geometrische Reihe {\displaystyle \sum _{k=0}^{\infty }q^{k}={\frac {1}{1-q}}}, die für {\displaystyle |q|<1} konvergiert. Da tatsächlich {\displaystyle |{\frac {1}{m}}|<1} ist für {\displaystyle m>1}, gilt:
{\displaystyle \sum _{k=0}^{\infty }{\frac {1}{m^{k}}}=\sum _{k=0}^{\infty }\left({\frac {1}{m}}\right)^{k}={\frac {1}{1-{\frac {1}{m}}}}={\frac {1}{\frac {m-1}{m}}}={\frac {m}{m-1}}}
Hebt man vorher aus der Summe noch {\displaystyle {\frac {1}{m^{2}}}} heraus und verwendet obige geometrische Reihe, erhält man:
{\displaystyle \sum _{m=2}^{\infty }\sum _{k=2}^{\infty }{\frac {1}{m^{k}}}=\sum _{m=2}^{\infty }{\frac {1}{m^{2}}}\sum _{k=0}^{\infty }{\frac {1}{m^{k}}}=\sum _{m=2}^{\infty }{\frac {1}{m^{2}}}\left({\frac {m}{m-1}}\right)=\sum _{m=2}^{\infty }{\frac {1}{m(m-1)}}=\sum _{m=2}^{\infty }\left({\frac {1}{m-1}}-{\frac {1}{m}}\right)=({\frac {1}{1}}-{\frac {1}{2}})+({\frac {1}{2}}-{\frac {1}{3}})+({\frac {1}{3}}-{\frac {1}{4}})+\ldots =1-{\frac {1}{2}}+{\frac {1}{2}}-{\frac {1}{3}}+{\frac {1}{3}}-{\frac {1}{4}}+\ldots =1\qquad \Box }
- Für die unendliche Reihe der Kehrwerte der perfekten Potenzen {\displaystyle n} ohne 0 und 1 und den doppelten gilt:[1]

{\displaystyle \sum _{n}{\frac {1}{n}}=\sum _{k=2}^{\infty }\mu (k)(1-\zeta (k))\approx 0.874464368\dots }
Dabei ist {\displaystyle \mu (k)} die Möbiusfunktion und {\displaystyle \zeta (k)} die Riemannsche Zeta-Funktion. Die weiteren Nachkommazahlen kann man der Folge A072102 in OEIS entnehmen.
- Nach Leonhard Euler hat Christian Goldbach in einem mittlerweile verloren gegangenen Brief gezeigt, dass die unendliche Summe von {\displaystyle {\frac {1}{n-1}}}, wobei {\displaystyle n} wieder die perfekten Potenzen ohne 0 und 1 und ohne die doppelten sind, gleich 1 ergibt (der sogenannte Satz von Goldbach–Euler):[2]

{\displaystyle \sum _{n}{\frac {1}{n-1}}={{\frac {1}{3}}+{\frac {1}{7}}+{\frac {1}{8}}+{\frac {1}{15}}+{\frac {1}{24}}+{\frac {1}{26}}+{\frac {1}{31}}}+\cdots =1}
Dieser Satz wurde erstmals von Leonhard Euler um 1740 unter dem Namen „Variæ observationes circa series infinitas“ publiziert, allerdings wurde er von ihm und Goldbach, wenn man moderne mathematische Maßstäbe anwendet, nicht ganz exakt, aber dafür intuitiv bewiesen.
- Der rumänische Mathematiker Preda Mihăilescu hat im Jahr 2002 die Catalansche Vermutung bewiesen:[4]

Die einzige ganzzahlige Lösung der Gleichung {\displaystyle x^{p}-y^{q}=1} mit {\displaystyle x,p,y,q>1} lautet {\displaystyle x=3}, {\displaystyle p=2}, {\displaystyle y=2} und {\displaystyle q=3}.
Daraus ergibt sich die folgende Eigenschaft für perfekte Potenzen:
Das einzige Paar aufeinanderfolgender perfekter Potenzen ist {\displaystyle 2^{3}=8} und {\displaystyle 3^{2}=9}.

## Ungelöste Probleme
- Die Vermutung von Pillai besagt folgendes:[5]

Für jede gegebene positive ganze Zahl {\displaystyle k} gibt es nur eine endliche Anzahl von Paaren perfekter Potenzen, deren Differenz {\displaystyle k} ist.
Mit anderen Worten:
Für jedes {\displaystyle k\in \mathbb {N} } gibt es nur endlich viele Paare perfekter Potenzen {\displaystyle n,n'}, sodass gilt:
{\displaystyle k=n'-n}
Diese Vermutung ist die Verallgemeinerung der mittlerweile bewiesenen Catalanschen Vermutung, die den Fall {\displaystyle k=1} behandelt.

## Erkennen von perfekten Potenzen
Es gibt viele verschiedene Arten, um zu erkennen, ob eine gegebene natürliche Zahl {\displaystyle n} eine perfekte Potenz ist oder nicht.
- Die einfachste Methode ist die, dass man alle möglichen primen Werte für die Hochzahl {\displaystyle k} über jeden der Teiler von {\displaystyle n} hinweg betrachtet, bis zu {\displaystyle k\leq \log _{2}n} (dabei ist der {\displaystyle \log _{2}n} der Zweierlogarithmus, also der Logarithmus von {\displaystyle n} zur Basis 2).

Beispiel:
Seien {\displaystyle n_{1},n_{2},\ldots ,n_{j}} die Teiler der zu untersuchenden Zahl {\displaystyle n}. Dann muss zumindest einer der Werte {\displaystyle n_{1}^{2},n_{2}^{2},\ldots ,n_{j}^{2},n_{1}^{3},n_{2}^{3},\ldots ,n_{j}^{3},n_{1}^{5},n_{2}^{5},\ldots } gleich {\displaystyle n} sein, wenn {\displaystyle n} tatsächlich eine perfekte Potenz sein soll.
Sei {\displaystyle n=117649}. Diese Zahl hat die echten Teiler {\displaystyle 7,49,343,2401} und {\displaystyle 16807} (1 und 117649 sind keine echten Teiler). Es ist weiters {\displaystyle k\leq \log _{2}117649\approx 16,8441295} (es ist {\displaystyle 2^{16,8441295}\approx 117649}) und somit kommen als Potenzen nur Primzahlen in Frage, die kleiner als 16 sind, also 2, 3, 5, 7, 11 und 13. Man muss also für alle 5 echten Teiler je 6 Potenzen, also insgesamt 30 Potenzen bis {\displaystyle k=16} ausrechnen (also {\displaystyle 7^{2},7^{3},\ldots ,7^{13},49^{2},\ldots ,49^{13},343^{2},\ldots ,2401^{2},\ldots ,16807^{2},\ldots 16807^{13}}) und kontrollieren, ob man als Ergebnis {\displaystyle n=117649} erhält (wobei man vor allem bei höheren Teilern nicht alle primen Potenzen durchprobieren muss, weil man eine viel zu hohe Zahl erhalten würde). Schon bei der achten Kontrolle, bei {\displaystyle 49^{3}=117649}, kann man erkennen, dass es sich bei {\displaystyle n=117649} tatsächlich um eine perfekte Potenz handelt. Würde man niemals mit diesen 30 Potenzen die Zahl {\displaystyle n=117649} herausbekommen, so wäre {\displaystyle n=117649} keine perfekte Potenz.